# Keimbahn

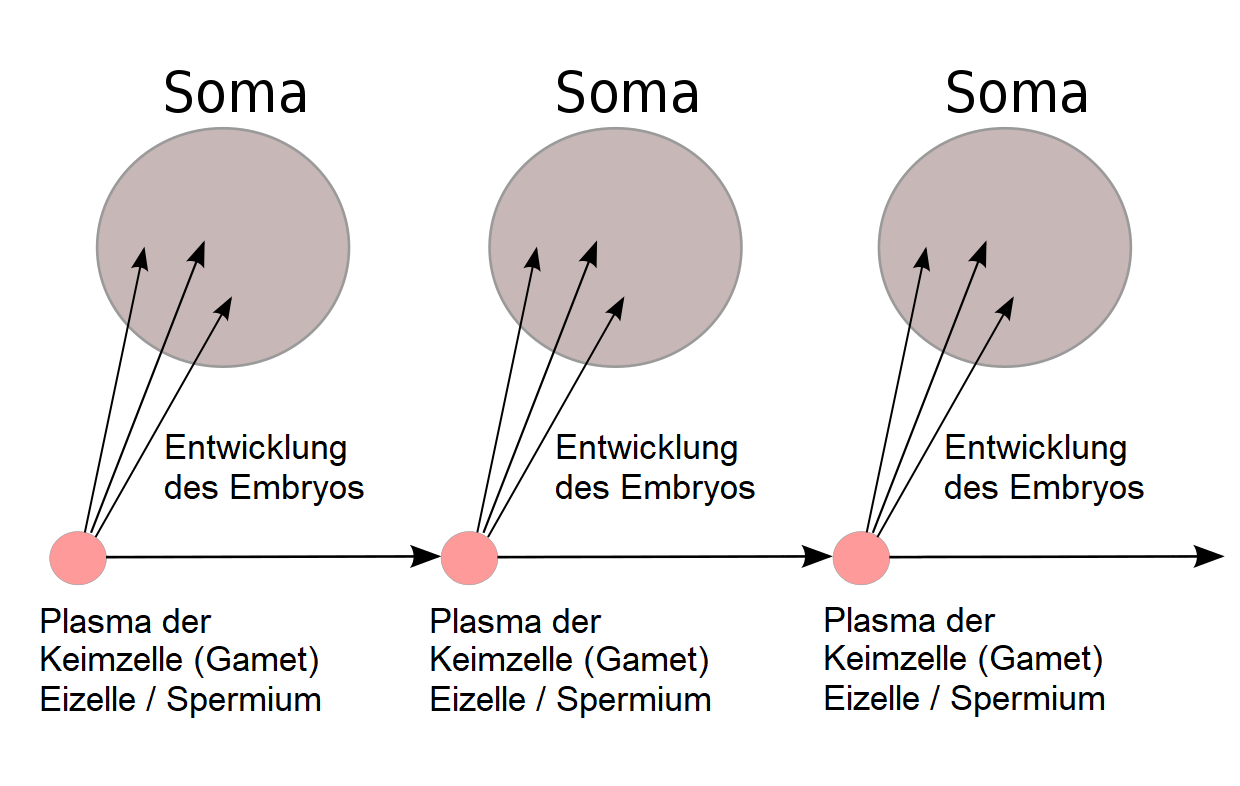
Schematische Darstellung der Keimbahn

Unter der Keimbahn versteht man beim Menschen und bei den meisten Tieren die Abfolge von Zellen, die, beginnend bei der befruchteten Eizelle (Zygote), im Laufe der Individualentwicklung des betreffenden Lebewesens schließlich zur Bildung seiner Keimdrüsen und der darin gebildeten Keimzellen (Eizellen und Spermien) führt.
Das Konzept der Keimbahn wurde in den 1880er Jahren von August Weismann entwickelt (Keimplasmatheorie). Damit stellte Weismann sich gegen die damals herrschende Ansicht, dass der ganze elterliche Organismus auf die Eigenschaften der Nachkommen Einfluss nimmt und dass auch Merkmale, welche die Eltern während ihres Lebens erworben haben, auf die Nachkommen übertragen werden können (Lamarckismus). Weismann unterschied nun zwischen der Keimbahn und dem Soma als der Gesamtheit aller übrigen Zellen, aus denen keine Keimzellen hervorgehen können und von denen auch keine Einwirkungen auf die Keimbahn ausgehen. (In heute geläufigen Begriffen: Nur Mutationen in der Keimbahn, nicht solche in somatischen Geweben, werden an die Nachkommen weitergegeben.) Diese Theorie war allerdings zunächst sehr umstritten und setzte sich erst im frühen 20. Jahrhundert durch.
Bei den meisten Tieren wird die Keimbahn schon in einem sehr frühen Embryonalstadium abgesondert, bevor die somatischen Zellen beginnen, sich in verschiedene Richtungen zu differenzieren. Bei vielen Wirbellosen beginnt dies sogar schon in der Eizelle vor der Befruchtung, indem ein bestimmter Bereich des Cytoplasmas für die künftigen Keimbahnzellen reserviert wird. Ein gut untersuchtes Beispiel ist die Taufliege Drosophila melanogaster: Deren Zygote entwickelt sich zunächst als vielkerniges Syncytium, d. h., es finden Kernteilungen (Mitosen) ohne Zellteilungen statt. Nach der 8. oder 9. Kernteilung wandern einige Zellkerne an ein Ende des länglichen Syncytiums, an dem sich das für die Keimbahn spezialisierte Polplasma befindet. Anschließend untergliedert sich das Syncytium in viele einkernige Zellen, von denen nur die Polzellen den Ursprung der Keimbahn (Urkeimzellen) bilden.
Bei Säugetieren entstehen die Urkeimzellen während der frühen Embryonalentwicklung im Epiblasten. In einem späteren Stadium wandern sie in die Genitalleisten, aus welchen schließlich die Keimdrüsen hervorgehen.
Pflanzen, Pilze und diverse Gruppen „niederer“ Tiere haben keine gesonderte Keimbahn.